# معزز صاروخي يعمل بالوقود الصلب

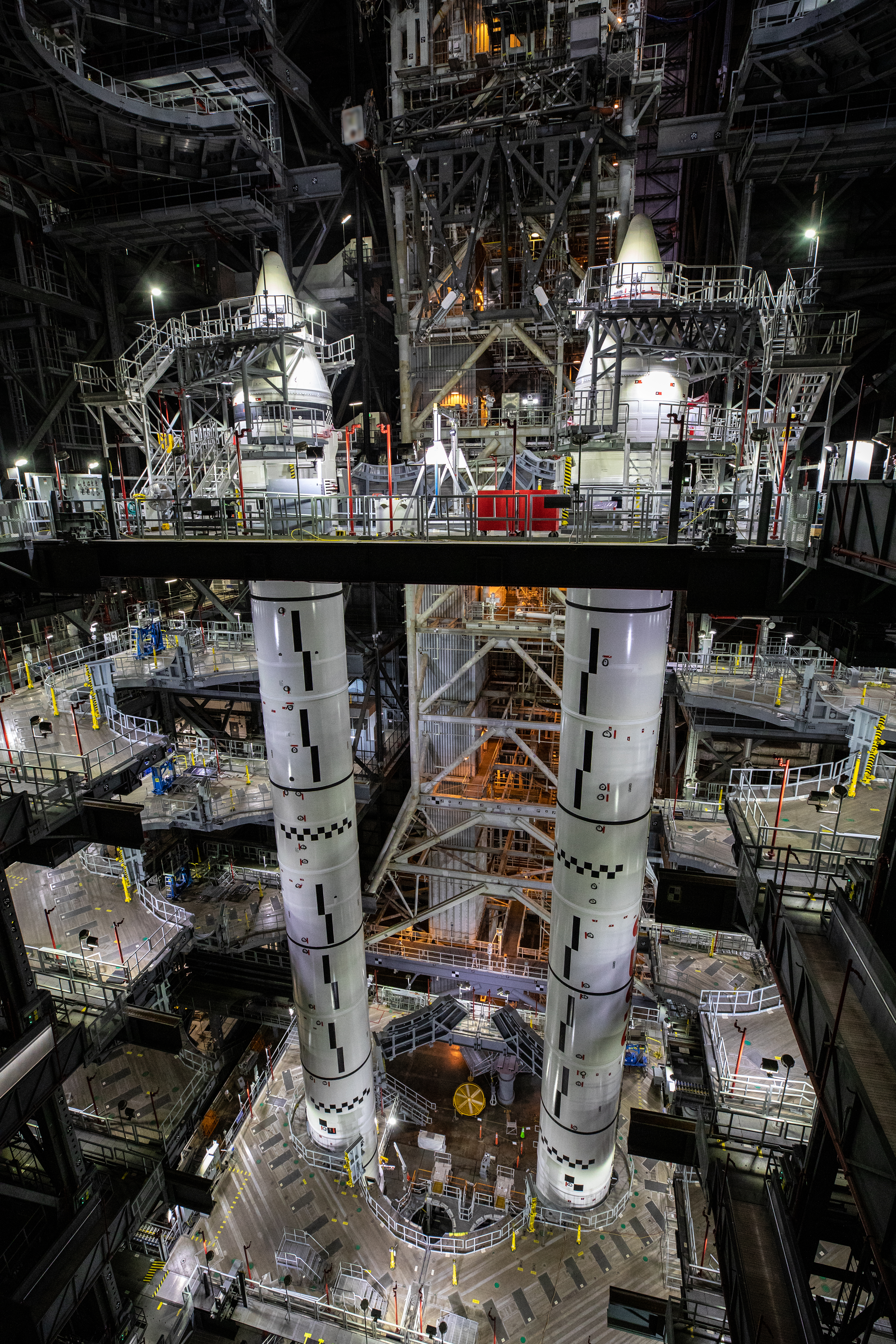
نظام إقلاع فضائي مزوّدًا بمعززات صاروخية تعمل بالوقود الصلب

المعزز الصاروخي العامل بالوقود الصلب (بالإنجليزية: Solid Rocket Booster) ويُختصر بـSRB هو محرك صاروخي يعمل بالوقود الصلب يُستخدم لتوفير الدفع أثناء إطلاق المركبات الفضائية، بدءًا من لحظة الإقلاع وحتى نهاية المرحلة الأولى من الصعود. تعتمد العديد من مركبات الإطلاق على هذا النوع من المعززات، مثل أطلس 5، ونظام الإقلاع الفضائي، ومكوك الفضاء، حيث توفر هذه المعززات الجزء الأكبر من الدفع اللازم لإدخال المركبة إلى المدار.
استخدم مكوك الفضاء معززين من نوع معززات مكوك الفضاء الصاروخية، وهي أكبر محركات صاروخية تعمل بالوقود الصلب صُنعت على الإطلاق حتى ظهور نظام الإقلاع الفضائي، وكانت أيضًا أول معززات صاروخية صُممت للاسترجاع وإعادة الاستخدام.
بلغ وزن الوقود الدافع في كل معزز من معززات مكوك الفضاء نحو 500,000 كيلوغرام.

## المزايا

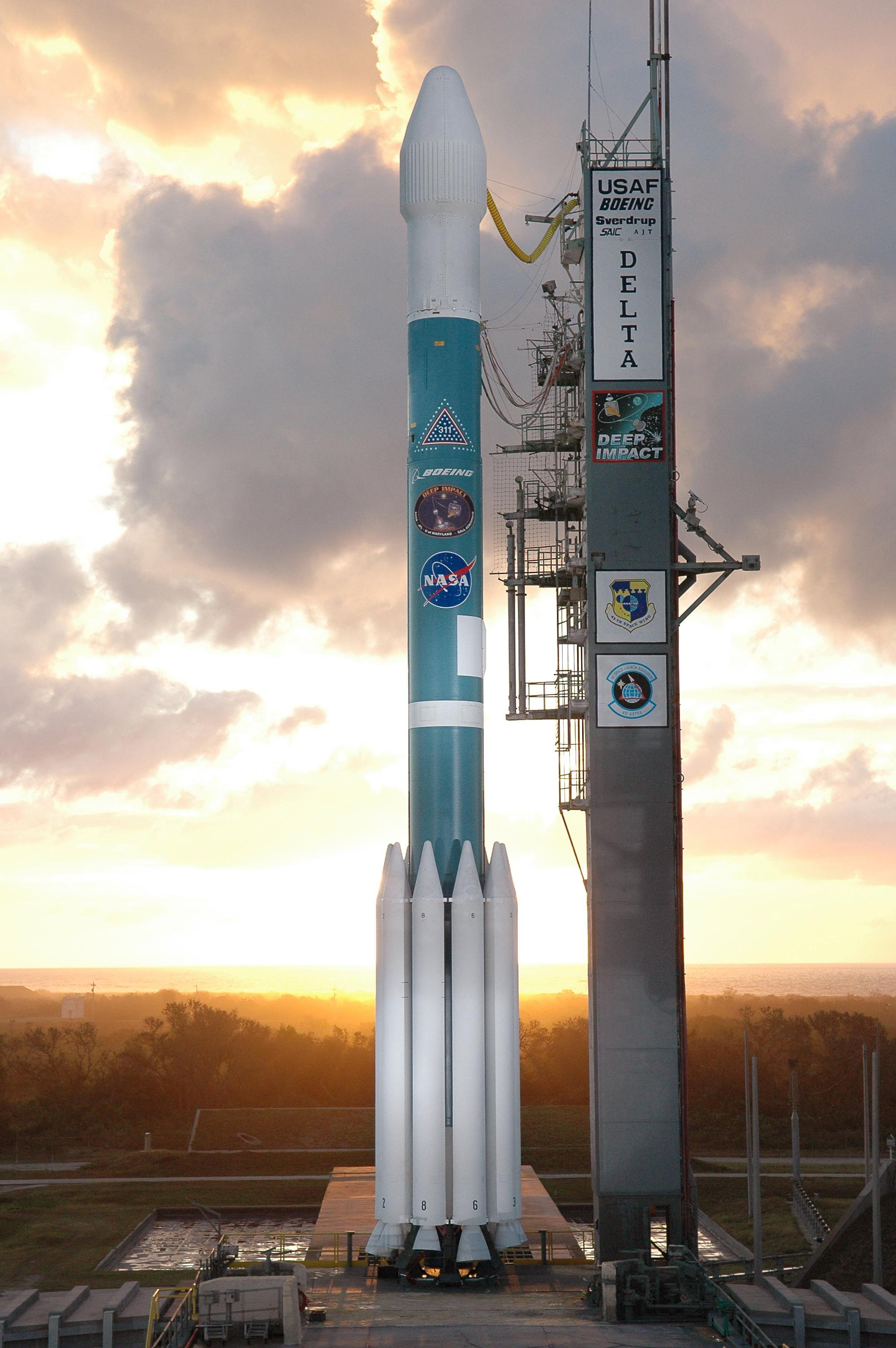
صاروخ دلتا 2 مزوّد بتسعة معززات صاروخية تعمل بالوقود الصلب

مقارنةً بـالصواريخ العاملة بالوقود السائل، فإن المحركات الصاروخية العاملة بالوقود الصلب (SRMs) قادرة على توفير كميات كبيرة من الدفع بتصميم بسيط نسبيًا. فهي توفّر دفعًا أكبر دون الحاجة إلى تبريد أو عزل حراري كبير، وتنتج كميات هائلة من الدفع مقارنة بحجمها. كما أن إضافة معززات قابلة للفصل إلى مركبة مدعومة بصواريخ تعمل بالوقود السائل (في عملية تُعرف بـالمراحل) تقلّل من كمية الوقود السائل المطلوبة وتخفّض من كتلة منصة الإطلاق.
تُعد المعززات الصاروخية الصلبة أرخص من حيث التصميم والاختبار والإنتاج على المدى الطويل مقارنةً بمعززات الوقود السائل المكافئة.[بحاجة لمصدر] كما أن إمكانية إعادة استخدام المكونات في رحلات متعددة، كما في تجميعات مكوك الفضاء، ساهمت في تقليل تكلفة المعدات.
من الأمثلة على الأداء المتزايد الذي توفره المعززات الصلبة، صاروخ آريان 4. كان طراز 40 الأساسي (دون معززات إضافية) قادرًا على حمل حمولة تزن 4,795 رطلاً (2,175 كجم) إلى مدار الانتقال إلى المدار الثابت.أما الطراز 44P المزوّد بأربعة معززات صلبة، فكان بإمكانه حمل حمولة تبلغ 7,639 رطلاً (3,465 كجم) إلى المدار ذاته.